# Саломаа, Арто
А́рто Ку́стаа Са́ломаа (фин. Arto Kustaa Salomaa; 6 июня 1934, Турку — 26 января 2025, Каухайоки, Западная и Центральная Финляндия) — финский математик и информатик. Его исследования более 40 лет связаны с формальными языками и теорией автоматов.

## Биография
В 1954 году получил степень бакалавра в Университете Турку, а в 1960 году — PhD (доктор философии). Его отец был профессором философии в этом университете.
Саломаа познакомился с теорией автоматов и формальных языков во время семинаров Джона Майхилла в Калифорнийском университете в Беркли в 1957 году.
С 1965 по 1999 год работал профессором математики в Университете Турку. В 1966—1968 годах преподавал в Университете Западного Онтарио, в 1973—1975 — в Орхусском университете, в 1981—1982 — в Университете Ватерлоо.
С 1979 по 1985 год Саломаа был президентом Европейской ассоциации теоретической информатики.

## Публикации
Саломаа сам или в соавторстве написал 55 книг, а также порядка 400 публикаций в научных журналах.
Основные книги:
- Theory of Automata (1969),
- Formal Languages (1973),
- The Mathematical Theory of L-Systems (1980, с Гжегожем Розенбергом[англ.]),
- Jewels of Formal Language Theory (1981),
  - Саломаа А. Жемчужины теории формальных языков / Перевод с английского А. А. Мучника под редакцией А. Л. Семенова. — М.: Мир, 1986. — 159 с.
- Public-Key Cryptography (1990, 1996),
  - Саломаа А. Криптография с открытым ключом: Пер. с англ. — М.: Мир, 1995. — 318 с., ил.
- Handbook of Formal Languages (1997, с Гжегожем Розенбергом),
- DNA Computing (1998, с Гжегожем Розенбергом и Георге Пеуном).

Вместе с Гжегожем Розенбергом в 1997 году был издан трёхтомник (2000 страниц) Handbook of Formal Languages — руководство по теории формальных языков.
Эти книги часто цитировались в соответствующих областях. Например, книга Formal Languages в 1991 году была в числе 100 наиболее цитируемых текстов по математике.

## Награды и признание
В 1992 году был избран в Европейскую академию, а в 1994 году — профессором года Финляндии.
1998 год — Nokia Foundation Award.
1999 год — почётный доктор (Doctor Honoris Causa) в Грацском техническом университете.
Саломаа был удостоен звания академик Академии Финляндии в 2001 году.
В 2004 году он получил награду EATCS Award.
В 2013 году получил степень почётного доктора (Doctor Honoris Causa) в Университете Западного Онтарио.
2016 год — эмерит-профессор в Университете Турку.
В 2018 году была учреждена премия Salomaa Prize в теории автоматов и формальных языков.

## Личная жизнь и смерть
Саломаа женился в 1959 году. У него двое детей: Кирсти и Кай Саломаа, последний из которых является профессором компьютерных наук в Университете Куинс в Кингстоне и работает в области формальных языков и теории автоматов.
28 января 2025 года Исследовательский совет Финляндии сообщил в пресс-релизе, что Саломаа скончался. Ему было 90 лет.